# Miklós Barcza
Miklós Barcza, född 7 januari 1908 i Budapest, Österrike-Ungern, död 11 juli 1948 i Budapest, Andra ungerska republiken, var en ungersk ishockeyspelare.
Barcza var med i det ungerska ishockeylandslaget som kom på elfte plats, vilket innebar sista plats, i Olympiska vinterspelen 1928 i Sankt Moritz. Han medverkade också i Olympiska vinterspelen 1936 i Garmisch-Partenkirchen, då kom laget på delad sjundeplats. 